# Salinivenus
Salinivenus es un género de bacterias gramnegativas de la familia Salinibacteraceae. Fue descrito en el año 2018, al renombrar Salinivenus iranica y Salinivenus lutea, que previamente formaban parte del género Salinibacter. Su etimología hace referencia a “belleza de las salinas”. Son bacterias en forma de bacilo, muy largas, inmóviles y con pigmentos carotenoides que le dan color naranja o rojo. Halófilas extrema. Catalasa y oxidasa positivas. Se encuentran en lagos salados. 

## Taxonomía
Actualmente consta de dos especies:
- Salinivenus iranica
- Salinivenus lutea.